# Esse Cara Sou Eu
Esse Cara Sou Eu é um EP lançado pelo cantor Roberto Carlos em 2012. Esse EP já vendeu mais de 2 milhões de cópias no Brasil.
Entre as quatro faixas presentes, duas são inéditas: a faixa-título, uma balada romântica, e um funk melody, "Furdúncio", escrita em parceria com Erasmo Carlos. Ambas as faixas estão presentes na trilha sonora da novela Salve Jorge, da Rede Globo, em 2012.
A versão em CD inclui a canção "A Volta", regravação de um antigo sucesso de Os Vips, composta por Roberto para a dupla em 1966, foi incluida na trilha sonora da telenovela América, da Rede Globo. Enquanto a canção "A Mulher Que Eu Amo" esteve presente na telenovela Viver a Vida da mesma emissora, em 2009.
Em 2014, uma versão em língua castelhana do EP, Ese Tipo Soy Yo, foi lançada visando o mercado da América Latina. Em poucos dias o álbum se tornou o mais vendido do iTunes no México, Argentina, Chile, Colômbia, Costa Rica, República Dominicana, Equador, Panamá, Paraguai, Peru e Venezuela.

## Lista de faixas
| N.º            | Título                | Compositor(es)           | Duração |  |
| 1.             | "Esse Cara Sou Eu"    | Roberto Carlos           | 4:32    |  |
| 2.             | "Furdúncio"           | R. Carlos, Erasmo Carlos | 3:45    |  |
| 3.             | "A Mulher Que Eu Amo" | R. Carlos                | 4:05    |  |
| 4.             | "A Volta"             | R. Carlos, E. Carlos     | 5:08    |  |
| Duração total: | Duração total:        | Duração total:           | 17:32   |  |

## Desempenho nas paradas
| Paradas (2014)                                             | Melhor posição |
| ---------------------------------------------------------- | -------------- |
| Estados Unidos (Latin Pop Albums) Versão "Ese Tipo Soy Yo" | 13             |

## Vendas e certificações
| México (AMPF) · (Versão Ese Tipo Soy Yo)                                                                                                | Platina | 50.000+ |
| *número de vendas baseado na certificação ^ figuras embarques com base apenas na certificação +número estimado a partir da certificação |         |         |